# Our Russian Front
Pour plus de détails, voir Fiche technique et Distribution.
Our Russian Front est un film documentaire américain réalisé par Lewis Milestone et Joris Ivens, sorti en 1942. Walter Huston est le narrateur du film.

## Synopsis
Il s'agit d'un film de propagande américain visant à promouvoir le soutien à l'effort de guerre vis-à-vis de l'Union soviétique.

## Fiche technique
- Titre français : Our Russian Front
- Réalisation : Lewis Milestone et Joris Ivens
- Scénario : Elliot Paul
- Pays d'origine :  États-Unis
- Format : Noir et blanc - 1,37:1 - Mono
- Genre : documentaire, guerre
- Durée : 37 minutes
- Date de sortie : 1942